# Carex michoacana
Carex michoacana är en halvgräsart som beskrevs av Reznicek, Hipp och Maria del Socorro González Elizondo. Carex michoacana ingår i släktet starrar, och familjen halvgräs. Inga underarter finns listade i Catalogue of Life.